# 西中駅
西中駅（にしなかえき）は、北海道空知郡中富良野町字中富良野基線18号にある北海道旅客鉄道（JR北海道）富良野線の駅。駅番号はF40。事務管理コードは▲121704。一部の普通列車は通過する。

## 歴史

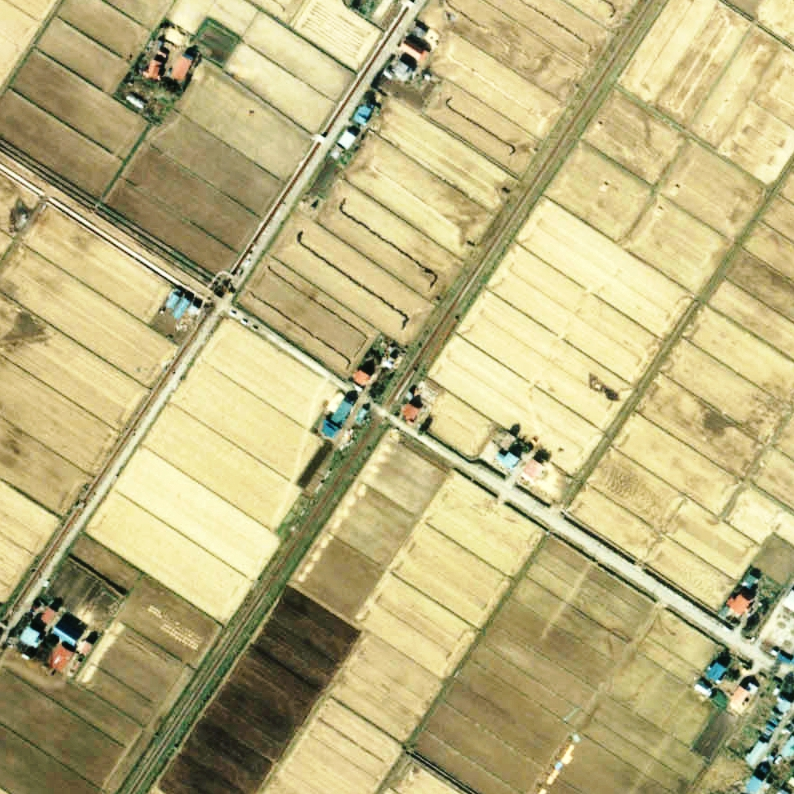
1977年の西中駅と周囲約500m範囲。下が富良野方面。

- 1958年（昭和33年）3月25日：日本国有鉄道の駅として開業。旅客のみ取扱い[2][4]。
- 1987年（昭和62年）4月1日：国鉄分割民営化により、北海道旅客鉄道（JR北海道）の駅となる[1]。

### 駅名の由来
中富良野村（当時）の西部にあることからの命名。

## 駅構造
列車1両分程度の長さの単式ホーム1面1線を有する地上駅（無人駅）。待合室がある。

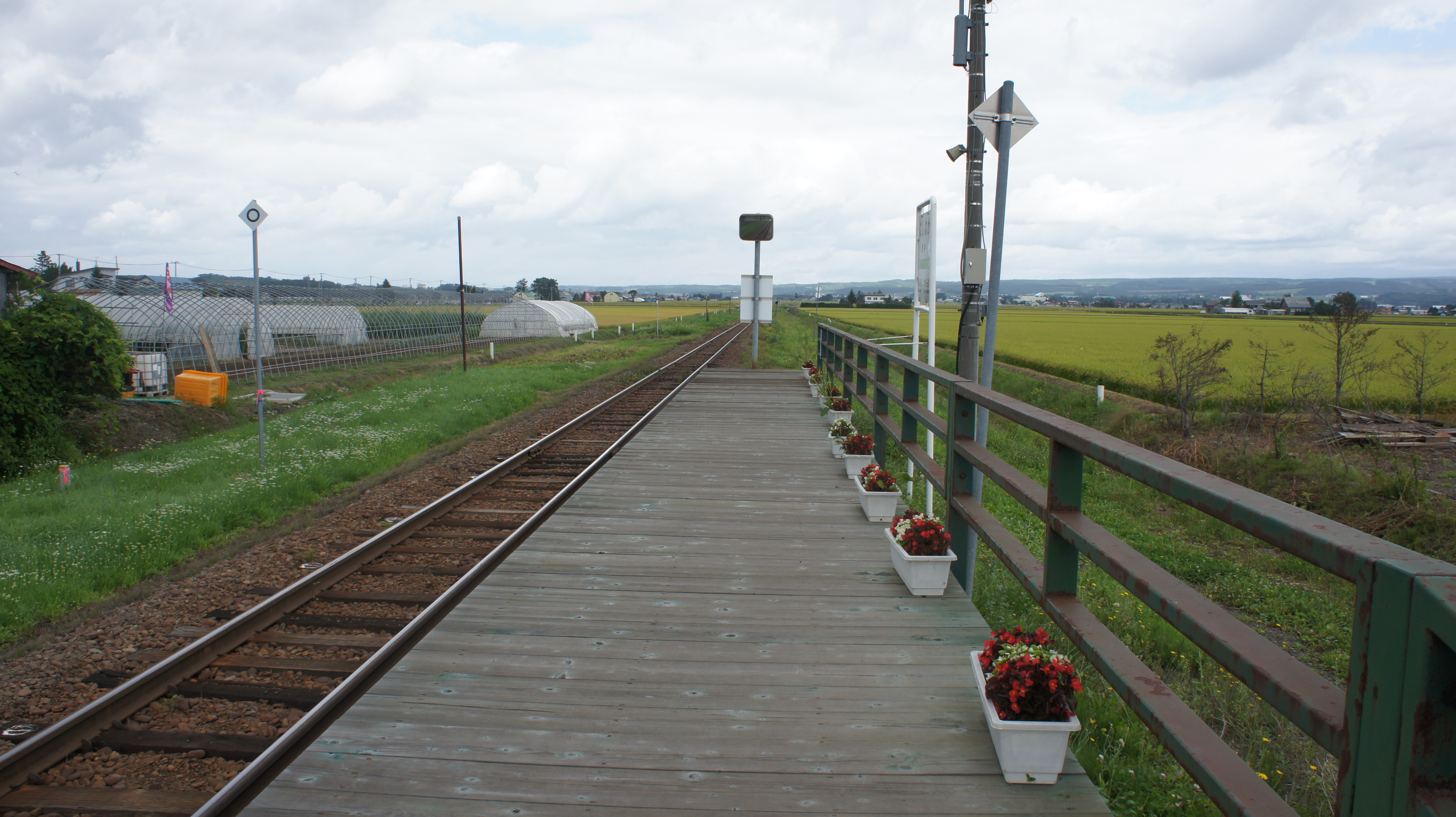
ホーム（2017年8月）
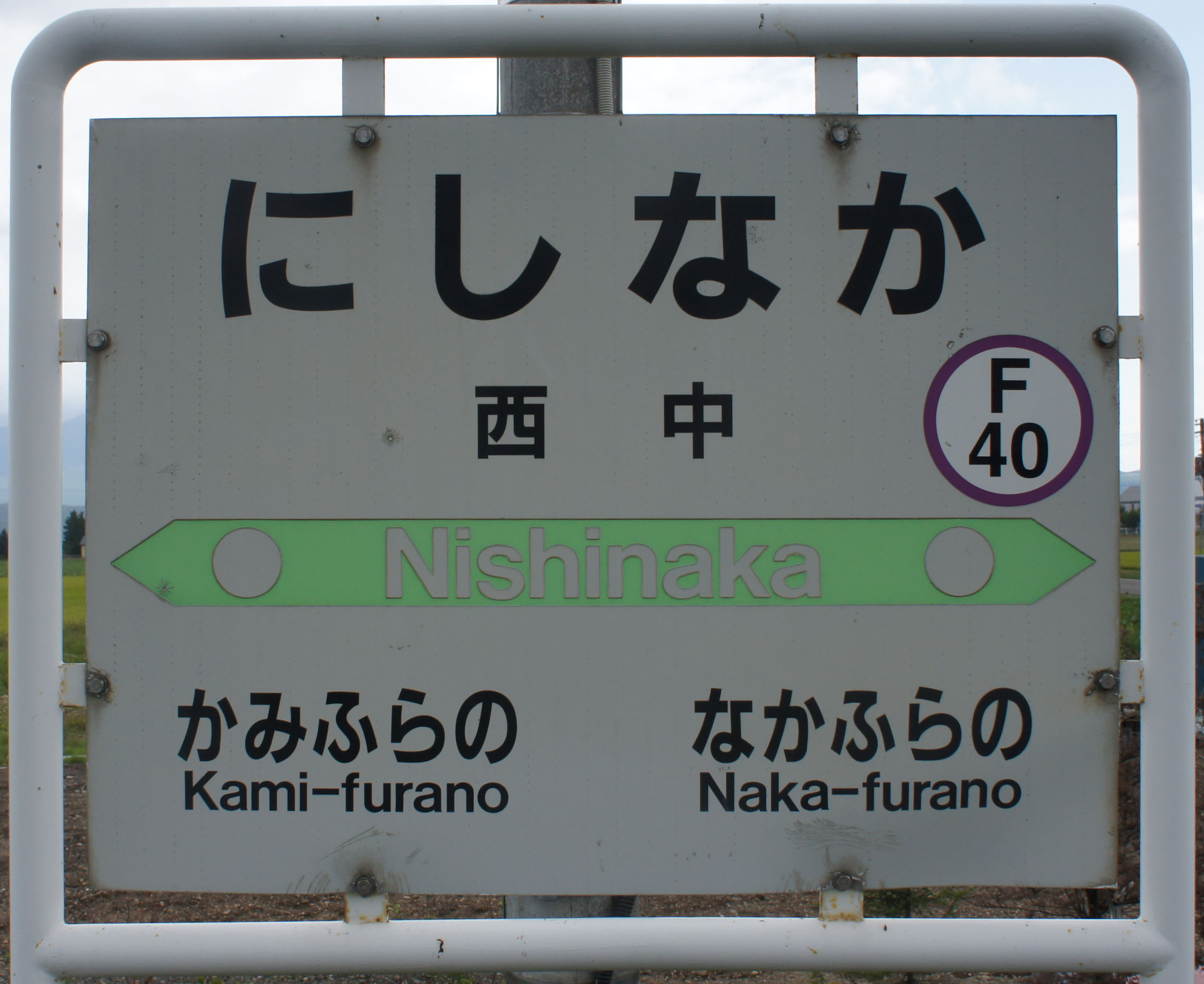
駅名標（2017年8月）

## 利用状況
乗車人員の推移は以下のとおり。年間の値のみ判明している年については、当該年度の日数で除した値を括弧書きで1日平均欄に示す。乗降人員のみが判明している場合は、1/2した値を括弧書きで記した。
また、「JR調査」については、当該の年度を最終年とする過去5年間の各調査日における平均である。
| 年度               | 乗車人員 | 乗車人員 | 乗車人員 | 出典       | 備考                |
| 年度               | 年間     | 1日平均  | JR調査   | 出典       | 備考                |
| ------------------ | -------- | -------- | -------- | ---------- | ------------------- |
| 1992年（平成04年） |          | (48.0)   |          | [ 6 ]      | 1日平均乗降客数96人 |
| 2016年（平成28年） |          |          | 21.6     | [ JR北 1 ] |                     |
| 2017年（平成29年） |          |          | 18.6     | [ JR北 2 ] |                     |
| 2018年（平成30年） |          |          | 16.0     | [ JR北 3 ] |                     |
| 2019年（令和元年） |          |          | 12.4     | [ JR北 4 ] |                     |
| 2020年（令和02年） |          |          | 11.6     | [ JR北 5 ] |                     |
| 2021年（令和03年） |          |          | 10.6     | [ JR北 6 ] |                     |
| 2022年（令和04年） |          |          | 11.4     | [ JR北 7 ] |                     |
| 2023年（令和05年） |          |          | 10.6     | [ JR北 8 ] |                     |

## 駅周辺
農村地帯である。周囲には田畑が広がる。しかし徒歩数分で国道237号へ出ると、スーパーや商店等もある。待合室には駅ノートがある。
- 国道237号
- スーパーセンターベストム中富良野店
- ふらのラテール

## 隣の駅
北海道旅客鉄道（JR北海道）
■富良野線（一部の列車は当駅通過）
上富良野駅 (F39) - 西中駅 (F40) -（臨）ラベンダー畑駅 (F41) -  中富良野駅 (F42)

### JR北海道
1. ↑  「富良野線（富良野・旭川間）」（PDF）『線区データ（当社単独では維持することが困難な線区）』、北海道旅客鉄道、2017年12月8日。オリジナルの2017年12月9日時点におけるアーカイブ。2017年12月10日閲覧。
2. ↑  「富良野線（富良野・旭川間）」（PDF）『線区データ（当社単独では維持することが困難な線区）(地域交通を持続的に維持するために)』、北海道旅客鉄道株式会社、3頁、2018年7月2日。オリジナルの2018年8月18日時点におけるアーカイブ。2018年8月18日閲覧。
3. ↑  “富良野線（富良野・旭川間）” (PDF). 線区データ（当社単独では維持することが困難な線区）(地域交通を持続的に維持するために).   北海道旅客鉄道. p. 3 (2019年10月18日). 2019年10月18日時点のオリジナルよりアーカイブ。2019年10月18日閲覧。
4. ↑  “富良野線（富良野・旭川間）” (PDF). 地域交通を持続的に維持するために > 輸送密度200人以上2,000人未満の線区（「黄色」8線区）.   北海道旅客鉄道. p. 3 (2020年10月30日). 2020年11月2日時点のオリジナルよりアーカイブ。2020年11月4日閲覧。
5. ↑  “駅別乗車人員  特定日調査（平日）に基づく”.   北海道旅客鉄道. 2022年8月3日時点のオリジナルよりアーカイブ。2022年8月14日閲覧。
6. ↑  “駅別乗車人員  特定日調査（平日）に基づく”.   北海道旅客鉄道. 2022年9月3日時点のオリジナルよりアーカイブ。2022年9月3日閲覧。
7. ↑  “駅別乗車人員  特定日調査（平日）に基づく”.   北海道旅客鉄道. 2023年11月10日時点のオリジナルよりアーカイブ。2023年11月10日閲覧。
8. ↑  “駅別乗車人員  特定日調査（平日）に基づく”.   北海道旅客鉄道 (2024年). 2024年9月9日時点のオリジナルよりアーカイブ。2024年9月9日閲覧。